# Вульфмен
«Вульфмен» (англ. Wolf Man) — американский фильм ужасов режиссёра Ли Уоннелла с Кристофером Эбботтом и Джулией Гарнер в главных ролях.
Премьера состоялась 17 января 2025 года. Фильм получил смешанные отзывы кинокритиков.

## Сюжет
В 1995 году исчезновение туриста в труднодоступном горном регионе в штате Орегон породило слухи о вирусе, связанном с местной дикой природой. Во время охоты в этой местности юный Блейк Ловелл и его суровый отец Грейди заметили загадочное существо, рыскающее в лесу, и скрылись от него в охотничьей вышке. Спустя тридцать лет Блейк живёт в Сан-Франциско с дочерью Джинджер и женой Шарлоттой. Как и его пропавший без вести отец, он борется со вспышками неконтролируемого гнева, что плохо сказывается на его браке. Однажды он получает по почте свидетельство о смерти Грейди и ключи от дома, в котором вырос. Блейк решает провести там отпуск, чтобы восстановить отношения с Шарлоттой.
Заблудившись в лесу, семья встречает местного жителя Дерека, который вызывается показать им дорогу к дому, но они не успевают добраться туда до наступления сумерек. По пути им встречается неведомое существо, которое внезапно оказывается посреди дороги. Блейк резко сворачивает в сторону, и они попадают в аварию. Существо оцарапывает руку Блейка и утаскивает Дерека. В панике Блейк доводит свою семью до дома, включает генератор и баррикадирует вход, чтобы защититься от монстра снаружи. Его рука кровоточит и воспаляется, а у самого Блейка начинают проявляться симптомы неизвестной болезни: у него выпадают зубы, усиливается потоотделение и чувствительность к звукам. Услышав существо снаружи, он прикладывает ухо к боковой двери, но монстр хватает его за ногу через дверцу для животных и пытается утащить наружу, но Шарлотта останавливает нападающего несколькими ударами молотка.
Шарлотта всё больше тревожится, замечая, как Блейк теряет способность нормально передвигаться, говорить и перестаёт понимать её. Волосы на его голове начинают выпадать, зрение становится искажённым, а на теле пробивается шерсть. Чтобы облегчить боль в руке, Блейк начинает грызть её, как животное, пугая Шарлотту. Она замечает старую машину возле дома и пытается её завести. Однако перед тем, как семье удаётся уехать, монстр разбивает лобовое стекло, вынуждая их укрыться на крыше теплицы. Блейк знаками приказывает Шарлотте взять Джинджер и вернуться в дом, а сам убегает, чтобы отвлечь монстра.
Через несколько мгновений Блейк, теперь ещё более обезображенный, возвращается. Он выплёвывает откушенный палец и угрожающе приближается к Шарлотте, пугая её и Джинджер. Осознав опасность, которую он представляет для своей семьи, он собирается уйти, но монстр находит путь в дом и нападает на них. Блейк встаёт между существом и своей семьёй. В ходе борьбы он кусает монстра за шею и убивает его. Увидев татуировку на его руке, Блейк понимает, что монстр — это его заражённый отец. Он выбегает наружу, окончательно превращаясь в оборотня. Потеряв контроль, он нападает на свою семью, которая спасается в сарае. Блейк прорывается внутрь, используя ночное зрение, чтобы преследовать их в темноте, но попадает в медвежий капкан, установленный Шарлоттой. Он отгрызает себе ногу и продолжает преследование, вынуждая Шарлотту и Джинджер сбежать в лес и спрятаться в охотничьей вышке. Блейк взбирается наверх, и Шарлотта направляет на него ружьё. Осознав, что Блейк страдает и хочет умереть, семья прощается с ним взглядом, прежде чем он бросается вперёд, а Шарлотта стреляет, убивая его.

## В ролях
- Кристофер Эбботт — Блейк Ловелл
  - Зак Чендлер — юный Блейк
- Джулия Гарнер — Шарлотта Ловелл, жена Блейка
- Матильда Фёрт — Джинджер Ловелл, дочь Блейка и Шарлотты
- Сэм Джагер — Грейди Ловелл, отец Блейка, дедушка Джинджер и свёкор Шарлотты
  - Бен Прендергаст — Грейди-оборотень
- Бенедикт Харди — Дерек Киль
- Ли Уоннелл — Дэн Киль (голос)

## Производство
О начале работы над проектом стало известно в конце мая 2020 года, когда кинокомпания Universal объявила о перезагрузке фильма «Человек-волк» 1941 года. Главную роль в будущем фильме исполнит Кристофер Эбботт. Ранее главную роль должен был исполнить Райан Гослинг, который останется исполнительным продюсером фильма. В январе 2024 года Джулия Гарнер получила одну из главных ролей в фильме. В марте к актёрскому составу присоединился Сэм Джагер.
В январе 2017 года режиссёрское кресло занял Ли Уоннел, но в 2021 году он прекратил работу над проектом из-за конфликта в графике съёмок. В октябре 2021 года режиссёром стал Дерек Сиенфрэнс, но в декабре 2023 года Ли Уоннелл снова вернулся к режиссуре фильма. Фильм станет третьей совместной работой Сиенфрэнса с Гослингом после фильмов «Место под соснами» и «Валентинка».
Сценарий напишут Лорен Шукер Блум и Ребекка Анджело, работавшие над сериалом «Оранжевый — хит сезона».
Основные съёмки начались 17 марта 2024 года в Новой Зеландии, оператором стал Стефан Душио.
Премьера фильма запланирована на 17 января 2025 года, хотя первоначально планировалось выпустить фильм 25 октября 2024 года.